# Петлюк Тетяна Григорівна
Тетяна Григорівна Петлюк (нар. 22 лютого 1982 року) — українська легкоатлетка, яка спеціалізується на дистанції 800 метрів. Учасниця Літніх Олімпійських ігор 2008 року.

## Життєпис
Тетяна Петлюк заявила про себе з юного віку, вигравши золото на Європейському молодіжному олімпійському фестивалі, срібло на чемпіонаті світу серед юніорів 1999 року з легкої атлетики, а потім стала бронзовою призеркою на Чемпіонаті Європи з легкої атлетики 2001 року.
Вона була найкращою бігункою України на дистанції 800 метрів з 2004 по 2012 роки, вигравши 7 національних титулів за цей період. І лише в 2017 році після дискваліфікації, народження сина та багатьох травм повернулась до виступів на всеукраїнському рівні.
У лютому 2019 року виграла золото на Чемпіонат України з легкої атлетики в приміщенні у Сумах та виборола путівку на зимовий чемпіонат Європи.

### Особисте життя
Тетяна Петлюк здобула ступінь магістра спортивної психології у Київському національному університеті фізичної культури і спорту в 2008 році.
Тетяна Петлюк одружена, народила сина у січні 2015 року.

### Досягнення
| Рік                  | Змагання                                         | Місто                | Місце                | Дисципліна           | Примітки             |
| Representing Україна | Representing Україна                             | Representing Україна | Representing Україна | Representing Україна | Representing Україна |
| -------------------- | ------------------------------------------------ | -------------------- | -------------------- | -------------------- | -------------------- |
| 1999                 | Чемпіонат світу з легкої атлетики серед юнаків   | Бидгощ               | 2nd                  | 800 метрів           | 2:06.97              |
| 2000                 | Чемпіонат світу з легкої атлетики серед юніорів  | Сантьяго             | 6th                  | 800 метрів           | 2:07.26              |
| 2000                 | Чемпіонат світу з легкої атлетики серед юніорів  | Сантьяго             | 6th                  | 4 × 400 m relay      | 3:37.83              |
| 2001                 | Чемпіонат Європи з легкої атлетики серед юніорів | Гроссето             | 3rd                  | 800 метрів           | 2:04.15              |
| 2003                 | Чемпіонат Європи з легкої атлетики серед молоді  | Бидгощ               | 7th                  | 800 метрів           | 2: 06.57             |
| 2003                 | Чемпіонат Європи з легкої атлетики серед молоді  | Бидгощ               | 4th                  | 4 × 400 m relay      | 3:33.63              |
| 2006                 | Чемпіонат Європи з легкої атлетики               | Гетеборг             | 4th                  | 800 метрів           | 1:58.65              |
| 2006                 | Всесвітній легкоатлетичний фінал                 | Штутгарт             | 6th                  | 800 метрів           | 2:00.67              |
| 2007                 | Чемпіонат Європи з легкої атлетики в приміщенні  | Бірмінгем            | 2nd                  | 800 метрів           | 1:59.84              |
| 2008                 | Чемпіонат світу з легкої атлетики в приміщенні   | Валенсія             | 2nd                  | 800 метрів           | 2:02.66              |
| 2011                 | Чемпіонат Європи з легкої атлетики в приміщенні  | Париж                | DQ                   | 800 метрів           |                      |
| 2011                 | Чемпіонат світу з легкої атлетики                | Тегу                 | DQ                   | 800 метрів           |                      |
| 2012                 | Чемпіонат Європи з легкої атлетики               | Гельсінкі            | DQ                   | 800 метрів           |                      |